# Baki Davrak
Baki Davrak (* 1971 à Bad Säckingen) est  un acteur allemand d’origine turque.

## Biographie
Il fait ses études à  Hanovre et sur les scènes de théâtre de Berlin. Il est toujours acteur de théâtre.
Sa participation aux films Lola und Bilidikid (1997) de Kutluğ Ataman (son premier rôle au cinéma) et Dealer (1999) de Thomas Arslan commencent à attirer l’attention sur lui. Il connaît ensuite une pause dans sa carrière et gagne entre autres sa vie comme gardien de parking devant un cinéma, jusqu’à ce que Fatih Akin lui confie le rôle principal de Nejat, professeur de littérature allemande d’origine turque, dans le film De l'autre côté (2007), couronné de nombreux prix internationaux. La même année, on peut le voir également dans Brinkmanns Zorn de Harald Bergmann.
L’acteur participe aussi à des séries télévisées et des téléfilms comme Wolffs Revier, Eva Blond ou Meine verrückte türkische Hochzeit (titre français : Mariage à la turque), dans des petits rôles. Dans la série radiodiffusée Radio-Tatort, il prend le rôle du commissaire principal (Kriminalhauptkommissar) Nadir Taraki de janvier 2008 à août 2009 dans les quatre premières séries produites par la Westdeutscher Rundfunk.
Il est également poète.